# イオンタウン彦根
イオンタウン彦根（イオンタウンひこね）は、滋賀県彦根市にあるイオンタウン株式会社が運営するショッピングセンター。

## 概要
1996年3月に閉鎖した住友大阪セメント彦根工場の跡地に誕生した「アンビエントガーデン彦根」内の商業ゾーンに2013年10月26日開業。

## 交通アクセス
- JR琵琶湖線（東海道本線）・近江鉄道本線（彦根・多賀大社線）彦根駅から徒歩10分。[要出典]
- 国道8号線
- 滋賀県道528号彦根環状線

#### 広報資料・プレスリリースなど一次資料
1. ↑  10月26日（土）午前9時「イオンタウン彦根」グランドオープン (PDF)  - イオンタウン株式会社 ニュースリリース 2013年10月23日（2016年3月29日閲覧）[リンク切れ]